# ミネット鉱
ミネット鉱（minette）は、燐を多く含む低質の鉄鉱石のこと。燐鉱石。フランスのロレーヌ地方とルクセンブルクで多く産出される。

## 概説
ベッセマー転炉ではミネット鉱が使用できなかったが、1878年に発明されたトーマス転炉を使ったトーマス法により利用可能となった。これよりロレーヌ地方の近くにあるドイツのルール工業地帯が発展した。